# Phellinus allardii
Phellinus allardii är en svampart som först beskrevs av Giacopo Bresàdola, och fick sitt nu gällande namn av S. Ahmad 1972. Phellinus allardii ingår i släktet Phellinus och familjen Hymenochaetaceae.   Inga underarter finns listade i Catalogue of Life.